# Propriété foncière
La propriété foncière est un type de propriété qui concerne les biens immobiliers au sens juridique, c'est-à-dire « qu'on ne peut déplacer », ce qui inclut les terrains bâtis ou non bâtis, les bâtiments et les meubles incorporés au bâti.